# 盘古盗龙属
盘古盗龙（属名：Panguraptor，意为“盘古的盗贼”）是腔骨龙科兽脚类恐龙的一个属，化石发现于中国南部的早侏罗世地层。模式种兼唯一种禄丰盘古盗龙（Panguraptor lufengensis）由尤海鲁及其同僚于2014年描述，属名取自中国神祇盘古（亦代指中文译名相同的盘古大陆）和拉丁语raptor（盗贼），种名取自发现化石的地层。

## 描述
正模标本LFGT-0103于2007年10月12日在中国云南省的禄丰组发现，是一具部分连接的骨骼，含颅骨、下颌、骶前骨、第一节骶椎、部分胸带和骨盆、左股骨和大部分右肢。标本体型较小（寿命约2米）、眼眶较大、肩胛鸟喙骨未与距骨融合，可能是亚成体；但其它一些骨骼已经融合，因此可能已接近成年。
颅骨很短，但接近完整，尽管上颚的前颌骨及嘴侧边缘缺失，且鼻骨部分零碎。眼眶相当大，但眶前孔很小。鼻骨外露部分宽而光滑，并未显示出其它基干兽脚类所拥有的矢状嵴。颧骨位置与罗得西亚腔骨龙（“巨殁龙”）相似，但方轭骨位置更类似于卡岩塔腔骨龙。下颚嘴部末端缺失。齿骨和上颌骨中保存的牙齿略微下弯且没有锯齿。
颈椎椎体长度从第三到第七节颈椎逐渐增加，然后再从第七向第十节颈椎（最后一节）递减。背椎比鲍氏腔骨龙和罗得西亚腔骨龙更为压缩，神经棘长度大于高度且彼此非常接近，以至于沿脊柱形成一个连续的壁。
肩胛骨很长，下缘笔直，下缘凹陷。手部有四指，第一和第二节掌骨最宽，第二和第三节跖骨最长。第一指拥有扁平且下弯的爪子――该爪也是正模标本中发现的最大的爪子。
右髂骨虽然不完整，但有一个结实的耻骨脚和突出的髋臼上嵴。坐骨远端笔直，末端很宽。
股骨头大而偏移，骨轴末端表面有一纵嵴。胫骨和腓骨笔直，距骨未与跟骨融合。只有一个跗骨外露（可能是第四跗骨），同时还有右脚第三、第四和第五跖骨及一些脚趾。第三跖骨非常长，而第四和第五跖骨远端逐渐变细。
本属可根據以下自衍征与其它腔骨龙科区分：
- 上颌骨侧面的斜嵴位于眶前孔内。
- 斜嵴末端有一个椭圆形孔（亦见于恶魔龙）。
- 第五跗骨远端有钩状前内侧角。

## 分类
尤海鲁等人进行支序分析，发现盘古盗龙属于腔骨龙科，与鲍氏腔骨龙、罗德西亚腔骨龙和坎普龙构成演化支，而非卡岩塔“巨殁龙”。盘古盗龙归入该分支是根据以下特征：上颌骨水平突和升突之间有一锐角、眶前孔内有一暗窝、泪骨侧板较短及颧骨升突与其纵轴的夹角小于75度。根据这项分析，盘古盗龙将是亚洲已知第一种腔骨龙科，也是继中国龙之后禄丰组发现的第二种兽脚类。禄丰组出土的其他小型腔骨龙科标本，如FMNH CUP 2089（前肢骨骼）和FMNH CUP 2090（后肢骨骼）也可能属于该物种，尽管在进一步分析之前被暂时归入卡岩塔“巨殁龙”。